# Epigomphus llama
Epigomphus llama är en trollsländeart som beskrevs av Philip Powell Calvert 1903. Epigomphus llama ingår i släktet Epigomphus och familjen flodtrollsländor. Inga underarter finns listade i Catalogue of Life.